# Wybory prezydenckie w Niemczech w 1919 roku
Wybory prezydenckie w Niemczech w 1919 roku – odbyły się 11 lutego 1919. Były to pierwsze w historii Niemiec wybory prezydenckie. Prezydenta wybierało Zgromadzenie Narodowe, zebrane w Weimarze (zgodnie z konstytucją weimarską w przyszłości prezydent miał być wybierany bezpośrednio przez niemieckich obywateli). Zwyciężył Friedrich Ebert. Został wybrany na prezydenta już w pierwszej rundzie głosowania na trzyletnią kadencję, która 24 października 1922 została przedłużona o kolejne trzy lata. Ebert nie dokończył kadencji z powodu śmierci 28 lutego 1925 w wyniku zapalenia wyrostka robaczkowego, po czym zostały zarządzone kolejne wybory.

## Wyniki
| Kandydat                     | Partia  | I tura        | I tura  |
| Kandydat                     | Partia  | Liczba głosów | Procent |
| ---------------------------- | ------- | ------------- | ------- |
| Friedrich Ebert              | SPD     | 272           | 73,1    |
| Arthur von Posadowsky-Wehner | DNVP    | 49            | 12,9    |
| Philipp Scheidemann          | SPD     | 1             | 0,3     |
| Matthias Erzberger           | Zentrum | 1             | 0,3     |

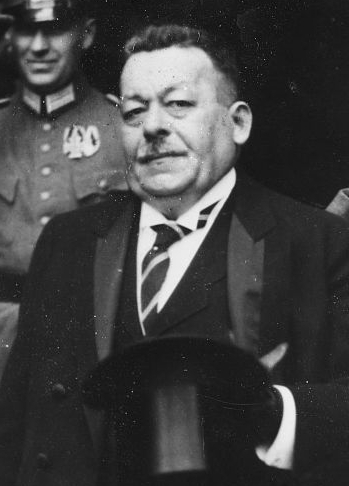
Friedrich Ebert – urzędujący kanclerz
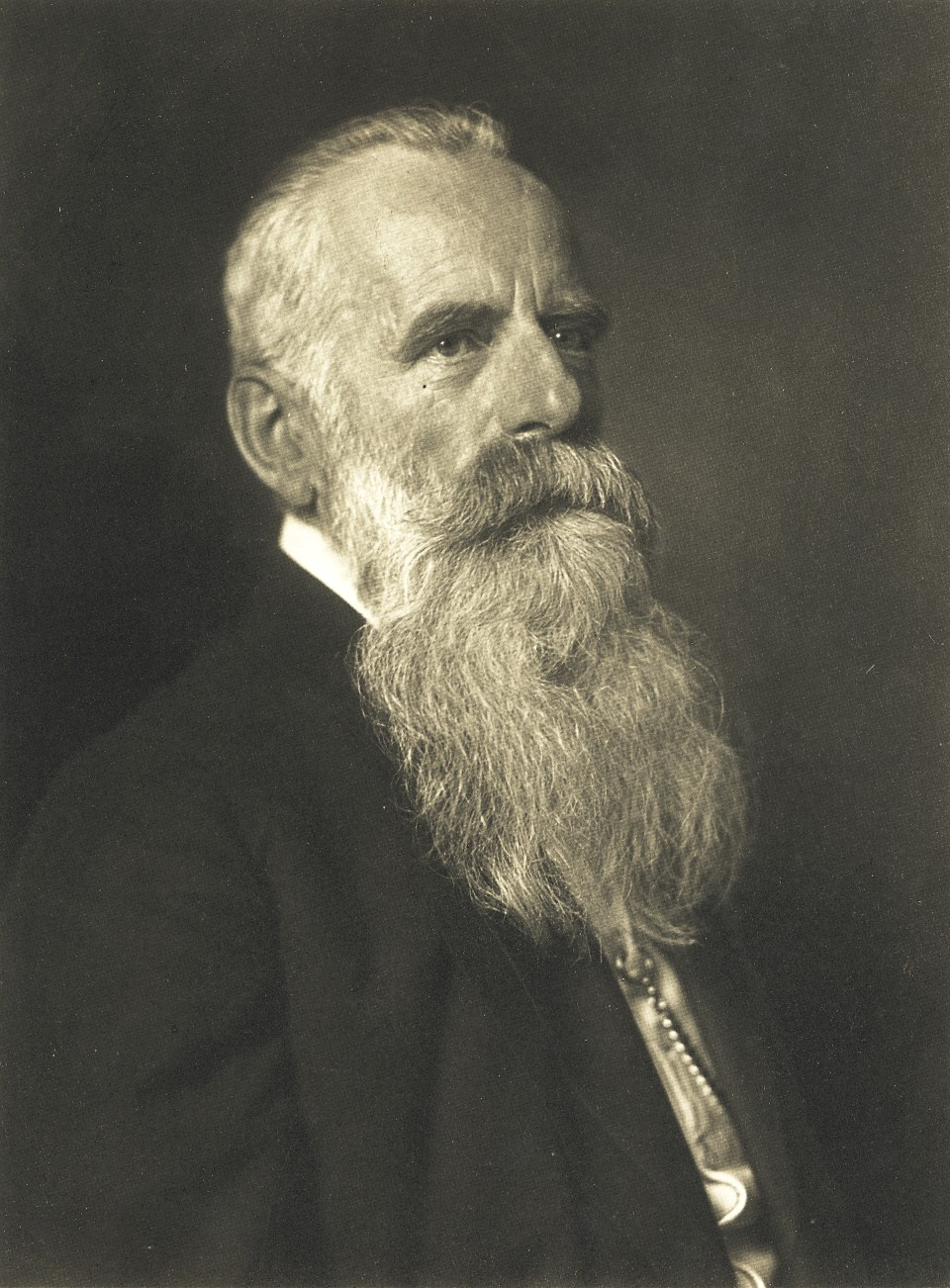
Arthur von Posadowsky-Wehner -kandydat DNVP
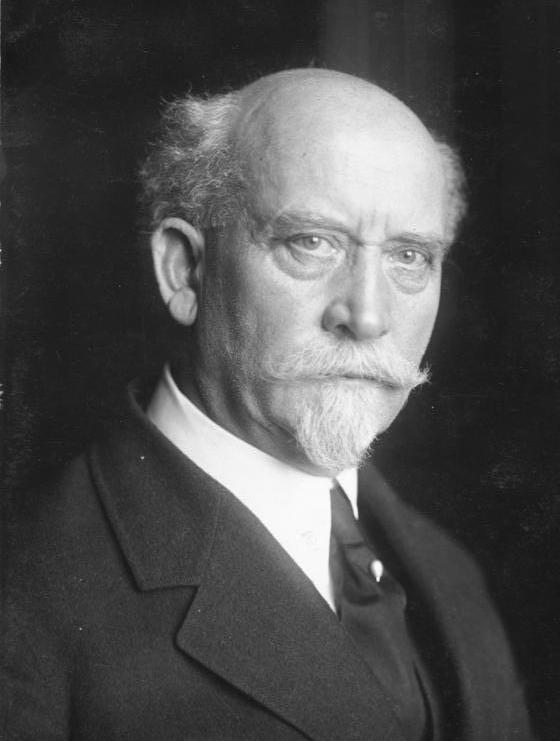
Philipp Scheidemann – kandydat SPD
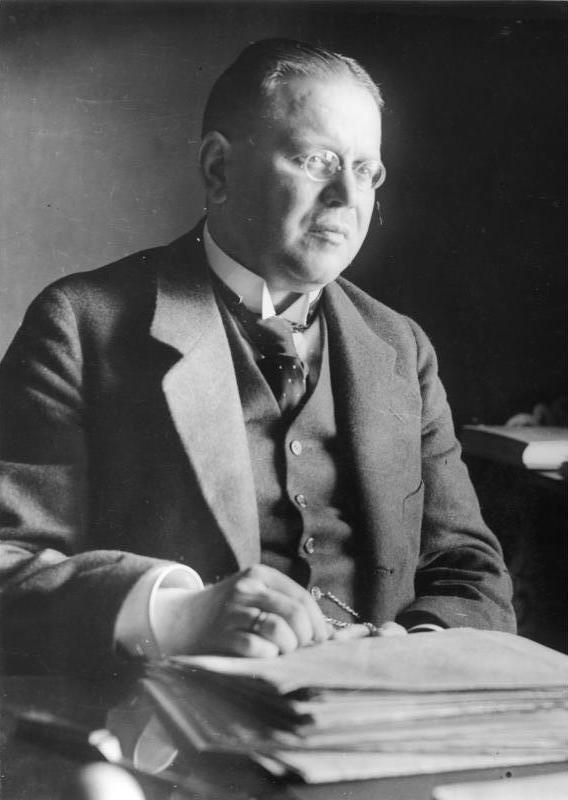
Matthias Erzberger – kandydat Zentrum